# Juania
Juania, monotipski rod palmi (Arecaceae) smješten u tribus Ceroxyleae, dio potporodice Ceroxyloideae. 
Jedina vrsta je J. australis, endem otočja Juan Fernández.

## Sinonimi
- Ceroxylon australe Mart.; Hist. Nat. Palm. 3: 314 (1849)
- Morenia chonta Phil.; Bot. Zeitung (Berlin) 14: 648 (1856)
- Nunnezharia chonta (Phil.) Kuntze; Revis. Gen. Pl. 2: 731 (1891)